# Centrotoclytus curvipes
Centrotoclytus curvipes är en skalbaggsart som beskrevs av Holzschuh 1992. Centrotoclytus curvipes ingår i släktet Centrotoclytus och familjen långhorningar. Inga underarter finns listade.